# Anomala aruensis
Anomala aruensis är en skalbaggsart som beskrevs av Carsten Zorn 2006. Anomala aruensis ingår i släktet Anomala och familjen Rutelidae. Inga underarter finns listade i Catalogue of Life.